# Андрија Рашета
Андрија Рашета (Доњи Лапац, 9. децембар 1934 — Београд, 7. децембар 2021) био је генерал-пуковник Југословенске народне армије.

## Биографија
Рођен је 9. децембра 1934. године у Доњем Лапцу, у Лици, као најстарије дете Душана и Ђуке Рашете. Његов отац погинуо је 15. септембра 1943. године као командир партизанске чете код Рамљана.
У Југословенској народној армији (ЈНА) генерал Рашета је обављао дужности команданта дивизије, начелника штаба Пете војне области са седиштем у Загребу и заменика начелника Генералштаба ЈНА. Генерал Рашета је био један од команданта ЈНА током рата у Словенији. Представљао је ЈНА када су се водили преговори о њеном повлачењу из Хрватске током рата у Хрватској. Преговори су се водили под покровитељством Посматрачке мисије Европске заједнице у загребачком хотелу од 8. октобра 1991. до краја те године.
Његови најзначајнији поступци из тог времена везани су за битку за Вуковар. У писму, хитно посланом генералу Рашети, вођа европских посматрача Дирк-Јан ван Хутен затражио је 17. новембра 1991. да се посматрачима омогући улазак у Вуковар и да ЈНА гарантује сигурност женама и деци. Хрватска влада је са ванредне седнице упутила захтев Генералштабу ЈНА да направи тампон-зону, да би се спасило цивилно становништво и омогућило предузимање хуманитарних акција. Затражили су хитну евакуацију становника Вуковара, уз присутност посматрача међународног Црвеног крста. Следећег дана, 18. новембра, Вуковар је пао.
Потписао је споразум о имплементацији Венсовог плана (такозвани Сарајевски споразум) 2. јануара 1992. године.
Пензионисан је 8. маја 1992. године.

## Смрт
Преминуо је 7. децембра 2021. године у Београду. Кремиран је 10. децембра на Новом гробљу у Београду.